# Wehale

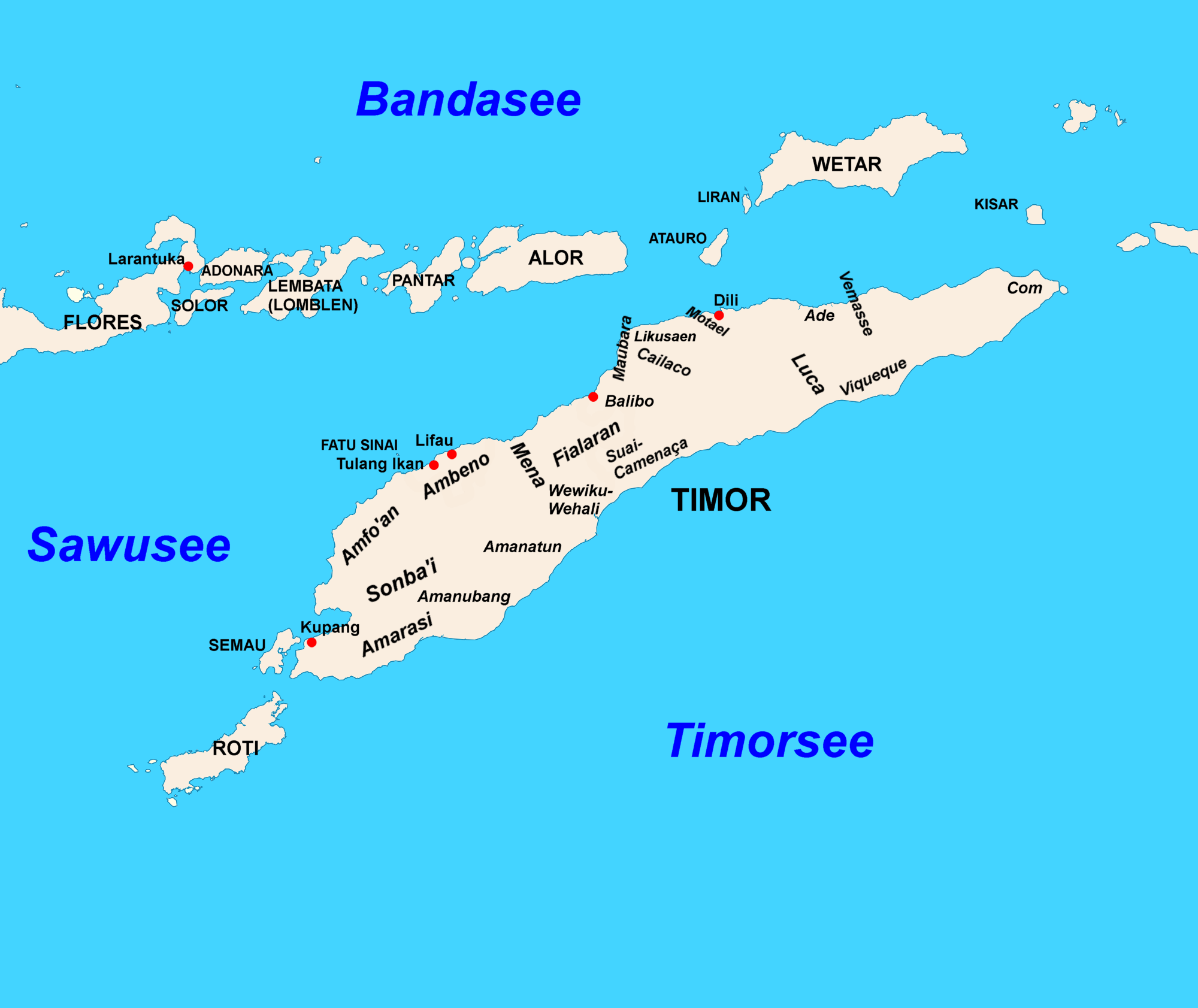
Timor und Nachbarinseln im 17. und 18. Jahrhundert

Wehale (bzw. Waihale oder Wehali, deutsch Feigenbaum-Wasser) war ein Reich auf der Insel Timor, das das Zentrum Timors für mehrere Jahrhunderte dominierte. Der Herrscher wurde nach dem mythischen Gründer des Reiches Liurai genannt. Ursprünglich war dieser Titel nur auf den Herrscher von Wehale beschränkt. Erst später wurde er auch für die anderen Stammesführer Timors verwendet. Das Zentrum lag im heutigen Desa Wehali (Distrikt Malaka Tengah, Regierungsbezirk Malaka).

## Geschichte

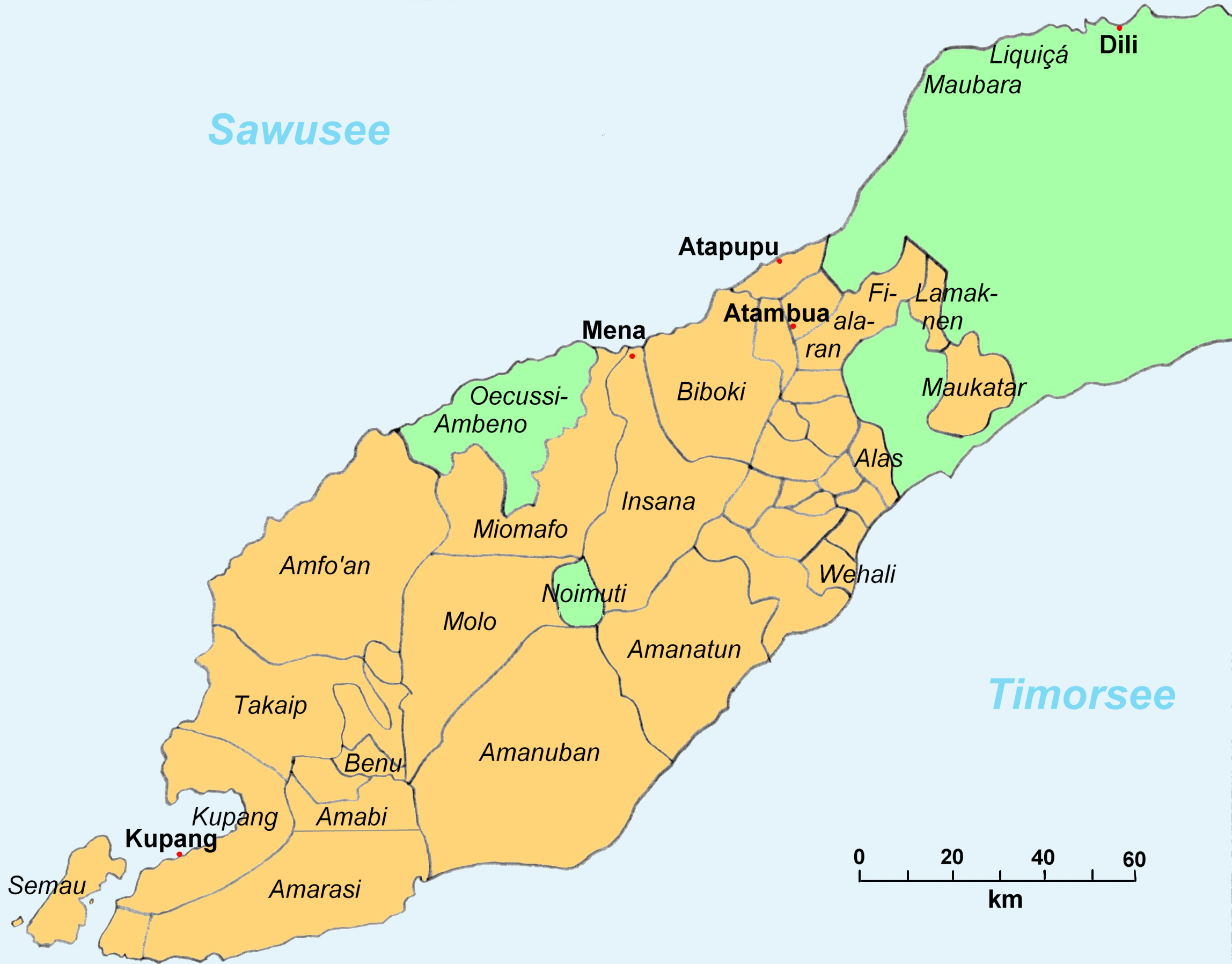
Wehale auf einer Karte, die die niederländische Grenzziehung auf Timor 1911 zeigt

Im rituellen Status stand über dem Liurai in der Hierarchie von Wehale die Maromak Oan (das Kind Gottes). Während der Liurai die männliche und aktive Seite verkörperte, stellte die Maromak Oan (nur symbolisch) das Weibliche und Inaktive dar. Der Legende nach hatte die Maromak Oan drei Söhne: Liurai (etwa „aus der Erde hervorragend“), Sonba’i und den Vorfahren des Herrschers von Likusaen (heute: Liquiçá) waren. Sonba’i herrschte im Westen Timors, das die Portugiesen Servião nannten, die Holländer Zerviaen oder Sorbian. Liurai gründete Wehale im Zentrum der Insel und der Osten wurde von Likusaen beherrscht. Andere Erzählungen nennen Luca statt Likusaen als das dritte Reich.
Den Kern des Wehale-Reiches bildeten Angehörige des Tetum-Volkes mit ihrer Hauptstadt Laran auf dem Gebiet des heutigen Westtimors. Laran war gleichzeitig das spirituelle Zentrum der gesamten Insel. Um seinen Kern herum hatte Wehale ein komplexes Bündnissystem durch Rituale, Heirat und Handel aufgebaut, das von den Stämmen der Ethnien der Tetum, Bunak und Kemak getragen wurde. Zusammen mit dem Osten der Insel nannten die Portugiesen dieses Gebiet Belu (auch Belos oder Behale). Die Holländer bezeichneten den Osten als Tetum, da deren Sprache dort schon damals als Lingua Franca verwendet wurde.
Ein Mitglied der Magellan-Expedition, Antonio Pigafetta, besuchte Timor kurz im Jahre 1522. Er berichtet von vier Hauptkönigen auf Timor: Oibich, Lichisana, Suai und Canabaza, die Brüder waren. Oibich war der Oberste der vier. Oibich konnte man zu Wewiku zuordnen, das in späteren Quellen als Stützpunkt Wehales bezeichnet wird. Suai ist Hauptstadt der heute osttimoresischen Gemeinde von Cova Lima und bildete wahrscheinlich mit Kamenasa (Canabaza, auch Camenaça, Camenasse) ein Doppelreich. Lichisana wird mit Liquiçá gleichgesetzt. Alle diese Reiche hatten ähnliche Herrschaftsstrukturen und lagen auf dem Gebiet von Belu. Kurz darauf begann die Ausweitung des portugiesischen Einflusses auf der Insel.
Mit der Ankunft der Niederländer auf Timor um 1640 begann die politische Teilung der Insel. Am 26. Mai 1641 besiegte der portugiesische Heerführer Francisco Fernandes eine Streitmacht des Liurais von Wehale an der Grenze zu Mena. Die Portugiesen begannen daraufhin unter Fernandes mit einer groß angelegten Militäraktion, um ihre Kontrolle auf das Inselinnere auszuweiten. Begründet wurde dieses Vorgehen mit dem Schutz der christianisierten Herrscher der Küstenregion. Die vorangegangene Christianisierung unterstützte die Portugiesen bei ihrem schnellen und brutalen Sieg, da ihr Einfluss auf die Timoresen den Widerstand bereits geschwächt hatte. Fernandes führte den Feldzug mit nur 90 portugiesischen Musketieren durch. Unterstützt wurde er aber von zahlreichen timoresischen Kriegern. Fernandes zog zunächst durch das Gebiet von Sonba’i und eroberte bis 1642 das Königreich Wehale, das als religiöses und politisches Zentrum der Insel galt. Mitglieder der königlichen Familie Wehales flohen nach Osten und heirateten dort in Herrscherfamilien ein. Viele adlige Familien beanspruchen daher auch heute noch ihre Abstammung von Wehale, selbst wenn dies zum Teil sehrfragwürdig ist. Spätere Quellen berichten nur spärlich von Wehale. 1665 wurde es vom Topasse Mateus da Costa erneut eingenommen und seine Bewohner als Sklaven verkauft. In portugiesischen Berichten des frühen 18. Jahrhunderts taucht Wehale wiederholt auf, ohne dass man ihm große Bedeutung zuschreibt.
1732 berichtet die Niederländische Ostindien-Kompanie (VOC) von einer weiblichen Liurai von Belu, mit ihrem Sitz in Wehale. Der Titel ist für eine Frau ungewöhnlich, weil er nach dem Lulik-Prinzip als maskulin gilt. Die Liurai schickte den Niederländern in Kupang rituelle Geschenke und bot an, ihre Allianz mit den Portugiesen zu beenden. Zu diesem Zeitpunkt wollte die VOC sich aber nicht mit dem Osten der Insel beschäftigen.
Als 1749 ein portugiesischer Angriff auf das niederländische Kupang in einem Desaster endete, brach die portugiesische Herrschaft in Westtimor zusammen. Ein Großteil der regionalen Herrscher Westtimors schlossen 1756 Verträge mit der VOC. Darunter auch ein Jacinto Correa, König von Wewiku-Wehale und Großfürst von Belu, der auch im Namen vieler Gebiete im Zentrum Timors den dubiosen Vertrag von Paravicini unterschrieb. Dies beinhaltete Dirma, Lakekun, Samoro, Fatulete, Letisoli, Batuboro, Lanqueiro, Suai, Atsabe, Reimeia, Diribate, Maroba, Lidak, Jenilu, Sukunaba, Biboki und Insana und zudem die Einflusssphäre Wehales: Wewiku, Manufahi, Tiris, Alas, Luca, Viqueque, Corara und Banibani. Zum Glück der Portugiesen war Wehale nicht mehr mächtig genug, die lokalen Herrscher auf die Seite der Niederländer zu ziehen. So blieben die östlichen ehemaligen Vasallen Wehales unter der Flagge Portugals, während Wehale selbst unter niederländische Herrschaft fiel. 1906 wurde das Gebiet von Wehale endgültig in die Kolonialstruktur der Niederländer integriert, der lokale Herrscher verblieb. Er wurde als fetor (vom portugiesischen feitor für Pächter) oder korne (vom portugiesischen coronel für Oberst) betitelt. Eine kulturell-spirituelle Bedeutung Wehales für Timor blieb trotzdem erhalten.
1916 wurde unter Liurai Seran Ulu Baete Wehale mit dem Reich von Malaka vereint. Als 1924 der Große Fürst von Wehale starb, gab es auf ganz Timor Trauerbekundungen. 1930 wurde das Reich mit Belu vereint.

## Liste der Maromak Oan
- Lakki Lorok
- Berek
- Halau Tuan
- Sera Berek Tuan
- Baria Korat
- Baria Fahuk Tuan
- Bere Klau (Enkel von Baria Korat)
- Seran Berek (Neffe)
- Barai Korak
- Baria Fahuk [Neffe von Seran Berek]
- Baria Baek (Neffe)
- Baria Nahak (vor 1892–1925) (Neffe)
- Seran Nahak (1925–1930; gestorben 1970) (Neffe)[5][6][7]

## Liste der Liurai
- Hoar Diak Malaka
- Dasin Don Peur (Sohn)
- Dasin Dinik Liurai (Sohn)
- Dasin Neken Liurai (Sohn)
- Daasin Bada Mataus (Sohn)
- Dasin Don Alesu Fernandes (Bruder)
- Dasin Liurai Muskita (Sohn)
- Liurai Sasita Mean (?–1858?) (Sohn)
- Liurai Manek Mesak (?–etwa 1890?) (Sohn)
- Liurai Tei Seran Ulu Baete (etwa 1890–1924) (adoptierter Sohn)[5][8][9][10]

## Belege
- Center for Southeast Asian Studies Northern Illinois University
- Hans Hägerdal: Servião and Belu: Colonial conceptions and the geographical partition of Timor (PDF; 338 kB)
- Population Settlements in East Timor and Indonesia. (Memento vom 2. Februar 1999 im Internet Archive) University of Coimbra.
- History of Timor. (PDF; 805 kB) Technische Universität Lissabon.